# Holubinka krvavá
Holubinka krvavá (Russula sanguinea (Bull. Ex St. Amans) fr.) je nejedlá houba z čeledi holubinkovitých.

## Výskyt
Holubinka krvavá roste v létě a na podzim. Můžeme ji nálézt v jehličnatých lesích, na písčitých půdách.